# Kaplica Medyceuszów

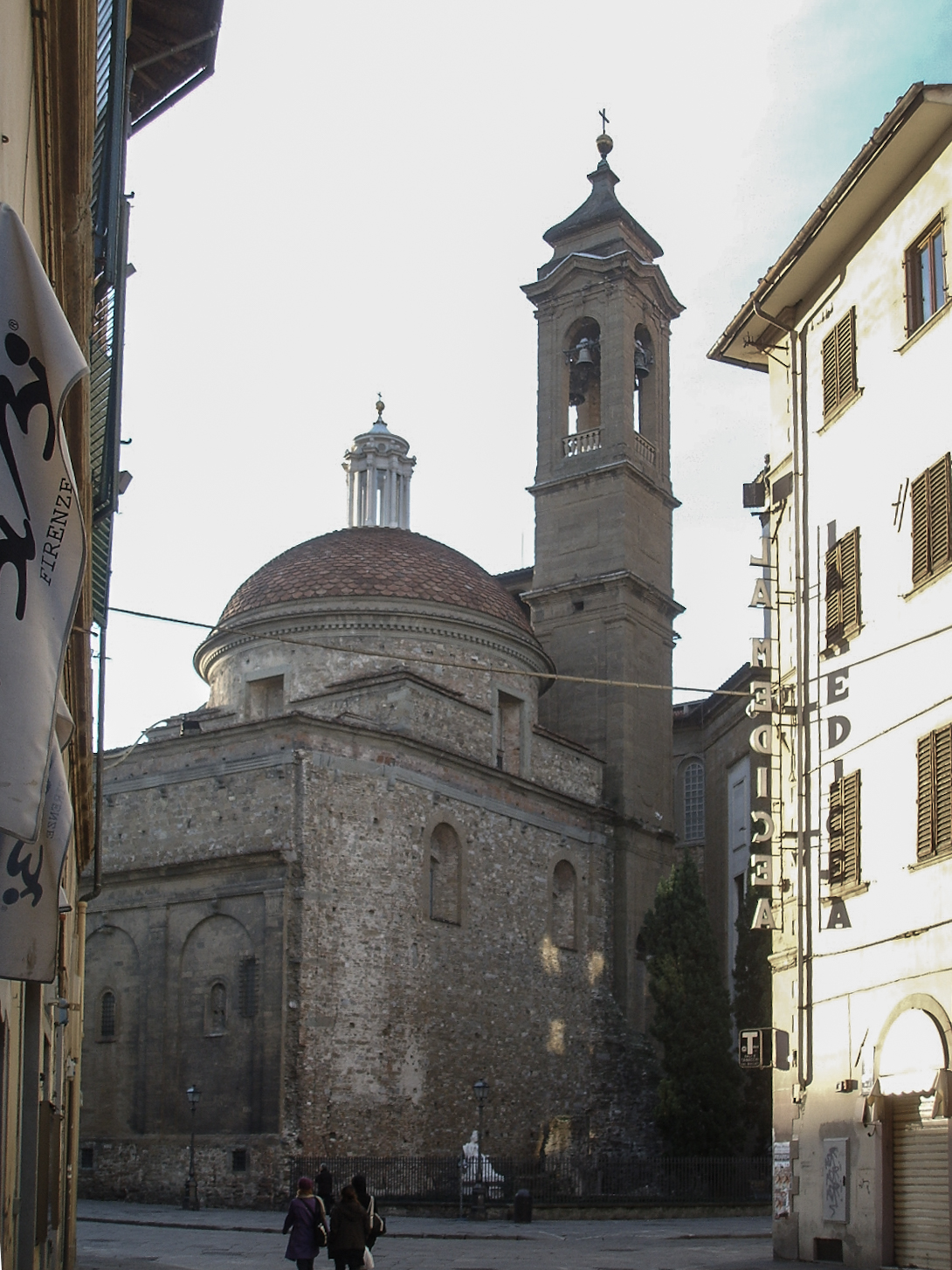
Kaplica Medyceuszów

Kaplica Medyceuszów (Nowa Zakrystia) – mieści się przy kościele San Lorenzo we Florencji we Włoszech. Stanowi formę mauzoleum. Jej pierwszym architektem był Michał Anioł (budował ją w latach 1520-1535), zaś budowę ukończył Giorgio Vasari w roku 1557.
Znajdują się w niej nagrobki Lorenza II di Piero de’ Medici (księcia Urbino) wraz z rzeźbami Poranka i Zmierzchu oraz Giuliana di Piero de’ Medici z rzeźbami Dnia i Nocy, wykonane przez Michała Anioła. Ich grób jest ozdobiony ornamentem (Madonna z Dzieciątkiem). Ponad nagrobkami znajdują się rzeźby przedstawiające ich postacie. W tworzeniu dekoracji rzeźbiarskiej współuczestniczyli także Giovanni Angelo Montorsoli i Raffaello da Montelupo.